# Istigobius
Az Istigobius a sugarasúszójú halak (Actinopterygii) osztályának sügéralakúak (Perciformes) rendjébe, ezen belül a gébfélék (Gobiidae) családjába és a Gobiinae alcsaládjába tartozó nem.

## Rendszerezés
A nembe az alábbi 10 faj tartozik:
- Istigobius campbelli (Jordan & Snyder, 1901)
- Istigobius decoratus (Herre, 1927)
- Istigobius diadema (Steindachner, 1876)
- Istigobius goldmanni (Bleeker, 1852)
- Istigobius hoesei Murdy & McEachran, 1982
- Istigobius hoshinonis (Tanaka, 1917)
- Istigobius nigroocellatus (Günther, 1873)
- Istigobius ornatus (Rüppell, 1830)
- Istigobius rigilius (Herre, 1953)
- Istigobius spence (Smith, 1947)